# إروين روزينر
إروين فريدريش كارل روزينر (مواليد 2 فبراير 1902 - وفيات 4 سبتمبر 1946) قائد ألماني في قوات ألامن الخاصة خلال الحقبة النازية. أثناء الحرب العالمية الثانية كان مسؤولاً عن عمليات إعدام جماعي للمدنيين في سلوفينيا. قُدم روزينر للمحاكمة بتهمة ارتكاب جرائم حرب وحُكم عليه بالإعدام في 30 أغسطس 1946، ثم أُعدم شنقًا في 4 سبتمبر 1946. وأدرج بعد وفاته في لائحة الاتهام في محاكمات نورمبرغ بارتكاب جرائم حرب.

## سيرته
ولد روزينر في 2 فبراير 1902 في شويرتي، وهي بلدة في ويستفاليا. انضم إلى الحزب النازي والمجموعة شبه العسكرية كتيبة العاصفة في 6 نوفمبر 1926. تقدم بطلب للانضمام إلى قوات الأمن الخاصة في أكتوبر 1929 (تم قبول طلبه في عام 1930). تمت ترقيته 11 مرة بين عامي 1930 و 1944، وحصل في النهاية على رتبة أوب غروبن وجنرال في فصيل فافن والشرطة. كان عضوًا في "دائرة أصدقاء الاقتصاد"، وهي مجموعة من الصناعيين الألمان تهدف إلى جمع الأموال للبحث العنصري داخل ألمانيا النازية. كان شريكًا مقربًا من رئيس قوات الأمن الخاصة هاينريش هيملر، ويبلغ له مباشرة أثناء الحرب.

## جرائم الحرب في يوغوسلافيا
من نهاية عام 1941 حتى نهاية الحرب، عين هيملر روزينر كقائد أعلى لقوات الأمن الخاصة وقائد الشرطة لـ شوتزشتافل في النمسا، على جزء من أراضيها التي كانت سلوفينيا. بين أكتوبر 1944 ونهاية الحرب كان رئيسًا لمناهضة حزب البارتيزان في ليوبليانا. وأثناء المهمتين، أمر بإعدام مدنيين ورهائن وأسرى حرب، وهي أفعال أدت إلى إدراج اسمه في لائحة الاتهام بارتكاب جرائم حرب في نورمبرغ.
عمل روزينر بشكل وثيق مع ليون روبنيك في محاربة الثوار، وأمر بتشكيل قوات الحرس الداخلي السلوفينية المؤيدة للنازية في 24 سبتمبر 1943.
هرب روزينر إلى النمسا بعد الحرب ولكن اعتقله البريطانيون وعاد إلى يوغوسلافيا. تمت محاكمته إلى جانب ليون روبنيك وآخرين، وحُكم عليه بالإعدام في 30 أغسطس 1946. أُعدم شنقًا في 4 سبتمبر 1946، عن عمر يناهز 44 عامًا، ودُفن في نفس اليوم في قبر غير مُعلّم في مقبرة إيل في ليوبليانا.

## صور

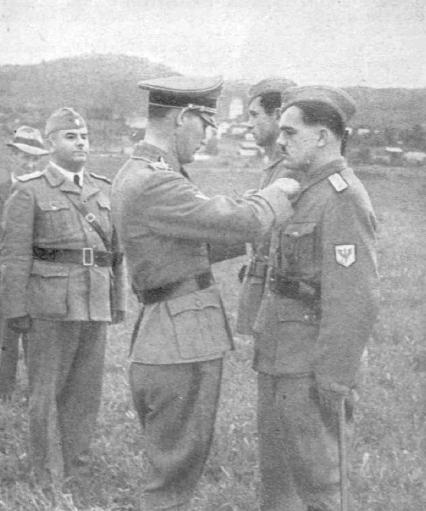
الجنرال إروين روزينر يعطي الميداليات لجنود الحرس السلوفيني الرئيسي 1944.
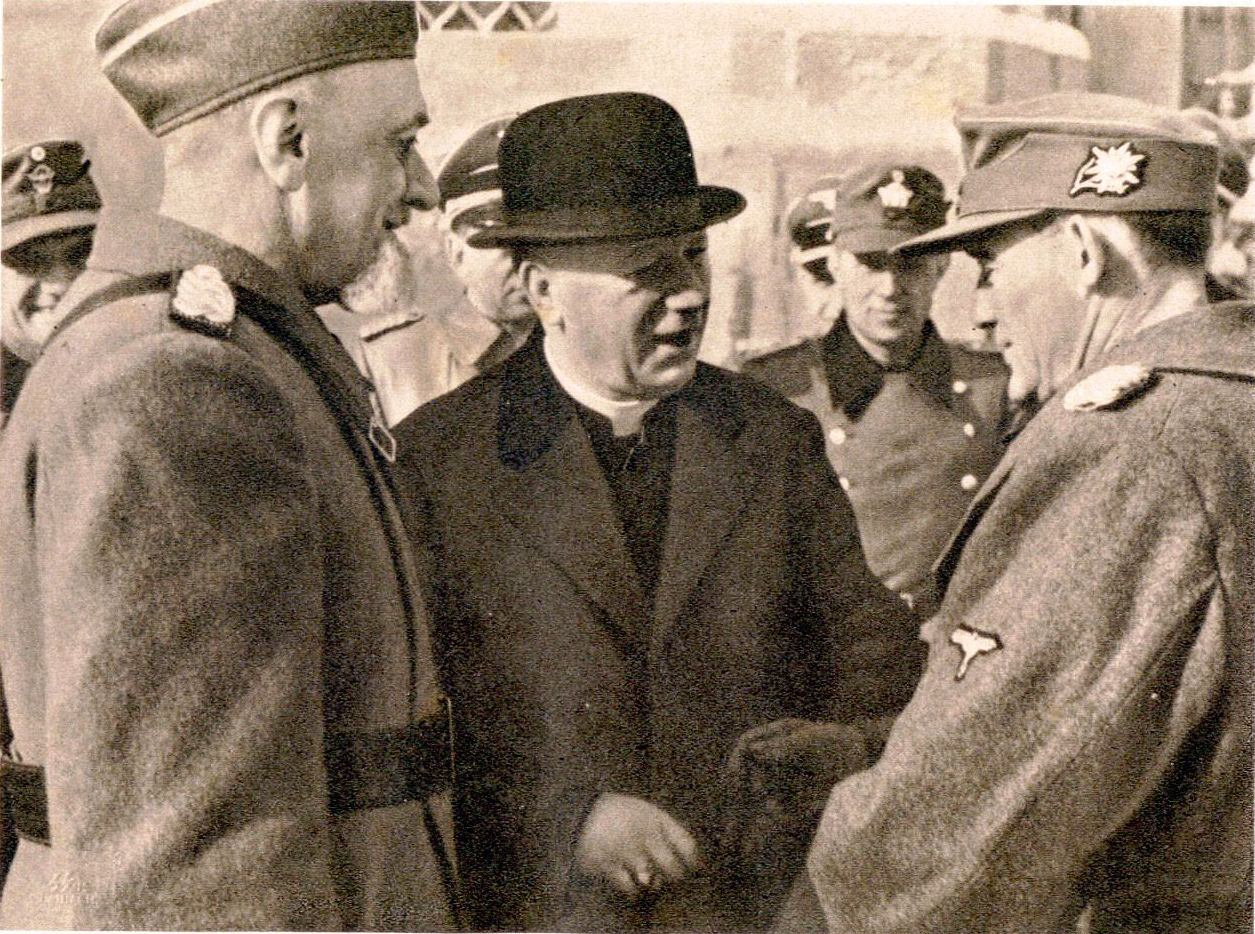
المفتش العام ليون روبنيك، المطران غريغوريج رومان، والجنرال إروين روزينر.
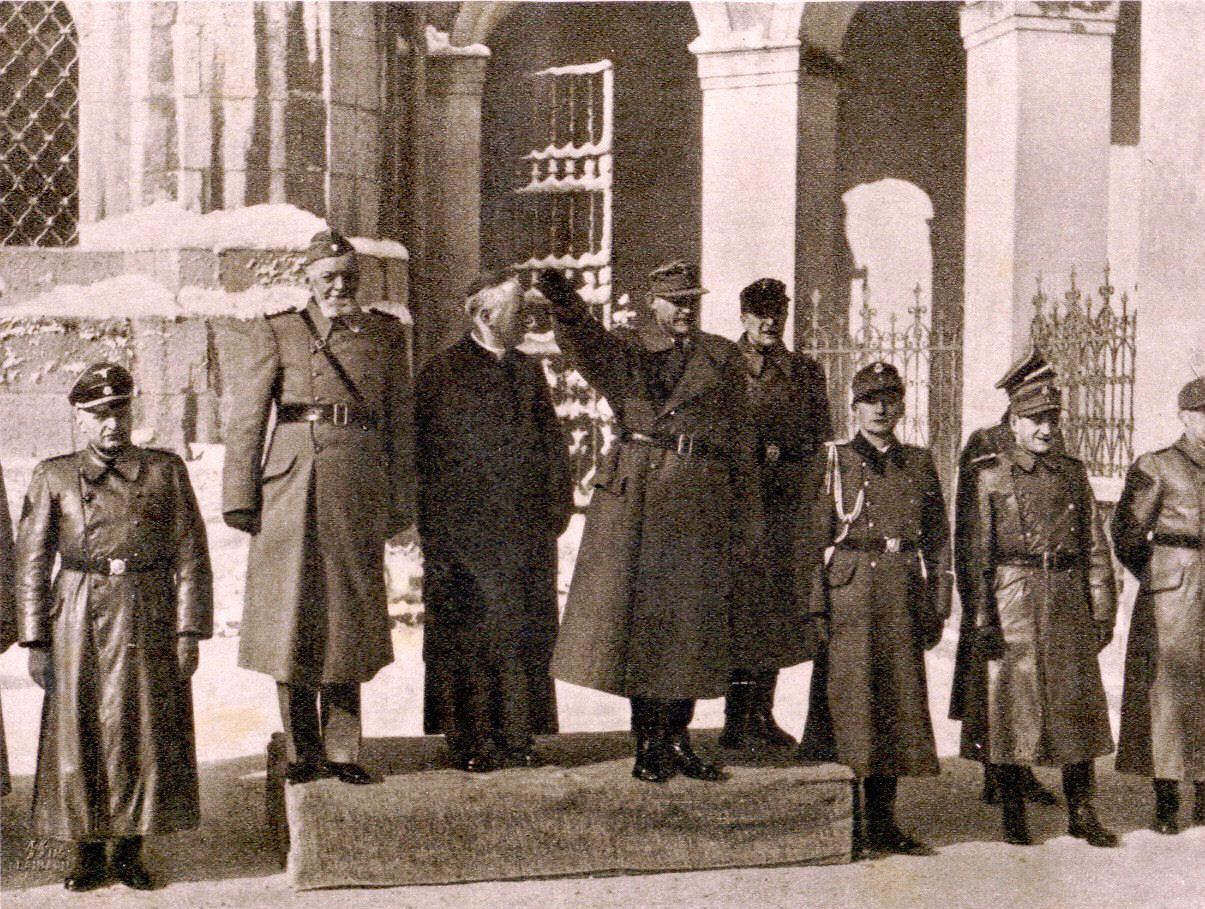
المفتش العام ليون روبنيك، المطران غريغوريج رومان، والجنرال إروين روزينر، يتفقدون قوات الحرس الوطني السلوفيني، بعد قسم الولاء الثاني، 30 يناير 1945.